# Perrinton
Perrinton é uma vila localizada no estado americano de Michigan, no Condado de Gratiot.

## Demografia
Segundo o censo americano de 2000, a sua população era de 439 habitantes.
Em 2006, foi estimada uma população de 430, um decréscimo de 9 (-2.1%).

## Geografia
De acordo com o United States Census Bureau tem uma área de 1,6 km², dos quais 1,6 km² cobertos por terra e 0,0 km² cobertos por água. Perrinton localiza-se a aproximadamente 226 m acima do nível do mar.

## Localidades na vizinhança
O diagrama seguinte representa as localidades num raio de 20 km ao redor de Perrinton.